# Sverdlovska oblast
Sverdlovska oblast je jedan od subjekata Ruske Federacije.
Utemeljena je 17. siječnja 1934.

## Zemljopis

### Položaj
Zauzima površinu od 195 tisuća km², što čini 1,2 % ozemlja Ruske Federacije.
Obuhvaća središnji i dijelom sjeverni dio Urala, odnosno većim dijelom se nalazi u Zauralju. Velikim dijelom se nalazi u Zapadnosibirskoj nizini.

## Stanovništvo
U Sverdlovskoj oblasti živi 4.428.200 stanovnika po procjeni 2005. godina, po čemu je 5. u Rusiji.
Gustoća naseljenosti je 22,7 čovjeka na km četvorni. 

## Upravna podjela i ustrojstvo
Upravno je središte grad Ekaterinburg.
Upravno ustrojstvo određuje Ustav Sverdlovske oblasti. Kao najviša osoba po dužnosti u upravnom ustroju je gubernator.